# Meander (umetnost)
Meander ali meandros (grško: Μαίανδρος) je dekorativni meja izdelana iz neprekinjene črte, ki oblikuje ponavljajoče se motive. Takšna oblika se imenuje tudi grški preplet ali grški ključ, čeprav so to moderne označbe. Po eni strani ime »meander« spominja na vitje in obračanje poti reke Maeander v Mali Aziji, po drugi strani, kot je poudaril Karl Kerényi, je »meander figura iz labirinta v linearni obliki«.  Pri Italijanih so ti vzorci znani kot »grške linije«. Običajno se izraz uporablja za motive s kombinacijo ravnih in linij pod pravim kotom; številne različice z zaobljenimi oblikami se imenujejo spirale.
Meandri so pogosti okrasni elementi grške in rimske umetnosti. V antični Grčiji se pojavljajo v mnogih arhitekturnih frizih in v pasovih na keramiki antične Grčije od geometričnega obdobja dalje. Meander je temeljna oblika motiva na območjih daleč stran od grškega sveta. Labirintski meandri  so v pasovih in kot polnilo na bronastih predmetih dinastije Shang in več tradicionalnih stavbah v in okoli Kitajske in so skoraj identični meandrom.
Meandri so bili med najbolj pomembnimi simboli v antični Grčiji, in morda simbolizirajo neskončnost in enotnost. Veliko starodavnih grških templjev je imelo znak meandra. Grške vaze, še posebej iz geometričnega obdobja, so bile verjetno glavni razlog za široko uporabo meandrov. Ščit Filipa II. Makedonskega, ohranjen v muzeju v Vergini, je okrašen s številnimi simboli meandra. Meandri so razširjeni na mozaičnih tlakih v rimskih vilah v celotnem Rimskem imperiju. Dober primer je rimska vila v Chedworthu v Angliji, kar mnoge zgodovinarje napeljuje da verjamejo, da je vzorec del prvotnega navdiha za latinski znak "G".
Meandri in njihove posplošitve se uporablja vedno pogosteje na različnih področjih sodobne umetnosti. Slikar Yang Liu na primer, uporablja gladke različice tradicionalnega grškega ključa (imenovan tudi Sona risbe, peščene risbe in kolam) v mnogih svojih slikah.  Meander je tudi simbol številnih grških nacionalističnih skupin, kot je »Zlata Zora«.

## Primeri meandrov
| ╔════╗ ╔════╗╔═══╗╔═══╗╔══╗╔══╗╔══╗╔══╗╔════╗╔══╗╔══╗╔══╗╔══╗╔═══╗╔═══╗╔════╗ ╔════╗ ║ ╚══╗ ║ ╚══╗ ║╚══╗║╚══╗║╚═╗║╚═╗║╚═╗║╚═╗║╚═╗╔═╝║╔═╝║╔═╝║╔═╝║╔═╝║╔══╝║╔══╝║ ╔══╝ ║ ╔══╝ ║ ╚════╝ ╚════╝ ╚═══╝╚═══╝╚══╝╚══╝╚══╝╚══╝╚══╝╚══╝╚══╝╚══╝╚══╝╚══╝╚═══╝╚═══╝ ╚════╝ ╚════╝ |
| ╔═╗ ╔═╗ ╔═╗ ╔═╗╔═╗╔═╗╔═╗╔╗╔╗╔╗╔╗╔╗╔╗╔╗╔╗╔╗╔╗╔╗╔╗╔╗╔╗╔╗╔╗╔═╗╔═╗╔═╗╔═╗ ╔═╗ ╔═╗ ╔═╗ ╔═╗ ╚═╝ ╚═╝ ╚═╝ ╚═╝ ╚╝ ╚╝ ╚╝ ╚╝╚╝╚╝╚╝╚╝╚╝╚╝╚╝╚╝╚╝╚╝╚╝╚╝╚╝╚╝╚╝╚╝ ╚╝ ╚╝ ╚╝ ╚═╝ ╚═╝ ╚═╝ ╚═╝ ╚═╝ |
| ═╗ ╔════╗ ╔═══╗ ╔═══╗ ╔══╗╔══╗╔══╗╔══╗╔══╗╔══╗╔══╗╔══╗╔══╗╔══╗╔══╗ ╔═══╗ ╔═══╗ ╔════╗ ╔═ ╔═╝ ╚═╗ ╔╝ ╚╗ ╔╝ ╚╗ ╔╝ ╚╗╔╝╚╗╔╝╚╗╔╝╚╗╔╝╚╗╔╝╚╗╔╝╚╗╔╝╚╗╔╝╚╗╔╝╚╗╔╝╚╗╔╝ ╚╗ ╔╝ ╚╗ ╔╝ ╚╗ ╔═╝ ╚═╗ ╚═════╝ ╚═══╝ ╚═══╝ ╚═══╝╚══╝╚══╝╚══╝╚══╝╚══╝╚══╝╚══╝╚══╝╚══╝╚══╝╚═══╝ ╚═══╝ ╚═══╝ ╚═════╝ |
| ╔═══════════╗╔════════╗╔══════╗╔══════╗╔═════════╗╔══════╗╔══════╗╔════════╗╔═══════════╗ ║ ╔══╗ ╔══╗ ║║ ╔══╗╔═╗║║╔═╗╔═╗║║╔═╗╔═╗║║╔═╗╔═╗╔═╗║║╔═╗╔═╗║║╔═╗╔═╗║║╔═╗╔══╗ ║║ ╔══╗ ╔══╗ ║ ╚═╬═╗║ ║ ║ ║╚═╬═╗║║ ║║╚╬╗║║ ║║╚╬╗║║ ║║╚╬╗║║ ║║╔╬╝║║ ║║╔╬╝║║ ║║╔╬╝║║ ║║╔═╬═╝║ ║ ║ ║╔═╬═╝ ══╝ ║║ ╚══╝ ╚══╝ ║║╚═╝╚═╝║║╚═╝╚═╝║║╚═╝╚═╝║║╚═╝║║╚═╝╚═╝║║╚═╝╚═╝║║╚═╝╚═╝║║ ╚══╝ ╚══╝ ║║ ╚══ ════╝╚═══════════╝╚══════╝╚══════╝╚══════╝╚═══╝╚══════╝╚══════╝╚══════╝╚═══════════╝╚════ |
| ═╗ ╔═══════╗╔════╗╔════╗╔═══╗╔═══╗╔═══╗╔══════╗╔═══╗╔═══╗╔═══╗╔════╗╔════╗╔═══════╗ ╔═ ║ ║ ╔═══╗ ║║╔══╗║║ ╔═╗║║╔═╗║║╔═╗║║╔═╗║║╔═╗╔═╗║║╔═╗║║╔═╗║║╔═╗║║╔═╗ ║║╔══╗║║ ╔═══╗ ║ ║ ║ ║ ╚═╗ ║ ║║╚╗ ║║║ ╚╗║║║╚╗║║║╚╗║║║╚╗║║║╚╗║║╔╝║║║╔╝║║║╔╝║║║╔╝║║║╔╝ ║║║ ╔╝║║ ║ ╔═╝ ║ ║ ║ ╚═══╝ ║ ║╚═╝ ║║╚══╝║║╚═╝║║╚═╝║║╚═╝║║╚═╝║║╚═╝║║╚═╝║║╚═╝║║╚═╝║║╚══╝║║ ╚═╝║ ║ ╚═══╝ ║ ╚═══════╝ ╚════╝╚════╝╚═══╝╚═══╝╚═══╝╚═══╝╚═══╝╚═══╝╚═══╝╚═══╝╚════╝╚════╝ ╚═══════╝                      |
| ╔╗ ╔╗ ╔╗ ╔╗ ╔╗ ╔╗ ╔╗ ╔╗ ╔╗ ╔╗ ╔╗ ╔╗ ╔╝╚╗ ╔╝╚╗╚╝╔╝╚╗╚╝╔╝╚╗╚╝╔╝╚╗╚╝╔╝╚╗ ╔╝╚╗ ╔╝╚╗ ╚╗╔╝ ╚╗╔╝ ╚╗╔╝ ╚╗╔╝╔╗╚╗╔╝╔╗╚╗╔╝╔╗╚╗╔╝ ╚╗╔╝ ╚╝ ╚╝ ╚╝ ╚╝ ╚╝ ╚╝ ╚╝ ╚╝ ╚╝ ╚╝ ╚╝ |